# (1091) Spiraea
(1091) Spiraea – planetoida należąca do zewnętrznej części pasa głównego asteroid okrążająca Słońce w ciągu 6 lat i 119 dni w średniej odległości 3,42 au. Została odkryta 26 lutego 1928 roku w Landessternwarte Heidelberg-Königstuhl w Heidelbergu przez Karla Reinmutha. Nazwa planetoidy pochodzi od łacińskiej nazwy tawuł, krzewów z rodziny różowatych. Przed nadaniem nazwy planetoida nosiła oznaczenie tymczasowe (1091) 1928 DT.